# Митурич, Людмила Моисеевна
Людмила Моисеевна Митурич (род. 19 июня 1943, Хабаровский край) — российская художница.

## Биография
Родилась в Хабаровском крае, в селе Ржахово у китайской границы, где её отец служил в военные годы офицером. После войны семья жила в Хабаровске и Комсомольске-на-Амуре. В 1955–1958 училась в детской художественной школе в Комсомольске, а с 1958 по 1962 в Биробиджанском художественно-педагогическом училище, по окончании которого преподавала рисование и черчение в средней школе Комсомольска-на-Амуре.
Была уволена за проведение урока, на котором рассказывала детям об античном искусстве с показом репродукций Венеры Милосской и Дискобола. После этого работала в трамвайном парке Комсомольска и таксопарке во Владивостоке, рисуя номера и уличную разметку, одновременно пытаясь поступить в Институт искусств Владивостока.
В 1964 уехала в Москву сдавать экзамены в Строгановское училище. Не поступила дважды, была няней в семье на Масловке, посещала художественную студию М. Т. Хазанова, ученика Р. Р. Фалька. В 1965 поступила с отличными оценками по рисунку и живописи в Московский полиграфический институт, на факультет художественно-технического оформления печатной продукции (ХТОПП). Училась у проф. А. Д. Гончарова и П. Г. Захарова, бывшего старосты в группе Петра Митурича во ВХУТЕМАСе. Её однокурсниками были Андрей Костин, Александр Корноухов, Ирина Лобан, Юрий Чувашев, Владимир Косынкин и другие известные художники и педагоги.
В 1967 вышла замуж за художника Сергея Васильевича Митурича; защитила диплом в 1970, в том же году родился сын Савва.
Участница многочисленных российских выставок с 1972 года, зарубежных с 1989, член МОСХ с 1976.
Людмила Митурич пишет маслом и акрилом, любимая техника также – акварель, в 1980–1990-е она много работала в офорте и литографии. Можно сказать, что в её творчестве ощутимы традиции ВХУТЕМАСа 1920-х и начала 1930-х годов, где натурные образы неотделимы от пост-авангардных тенденций. В этом смысле выразительны её акварельные «ню» – как минималистские сюжеты, полностью базирующиеся на пластике и отвергающие литературную спекуляцию.
«Библейский» живописный цикл, начатый ею в 90-е годы, скрывает под внешне архетипичным жанром гендерный подход и мощные экспрессивные решения. Из последних вещей художницы интересно сочетание объемных объектов, в том числе этнических, с современными живописными сюжетами – как ни странно, передающее щемящую атмосферу нашей жизни.

## Персональные выставки
- 2023, март – VITA NOVA. Музей еврейской локальной истории, Будапешт[2]
- 2013, ноябрь — Живопись, акварель. Галерея ГросАрт, Москва
- 2004, ноябрь — «Ателье. Людмила Митурич». Культурный центр «Дом», Москва
- 2003, октябрь — Живописные объекты. Галерея А3, Москва
- 2003, ноябрь — Живопись, Библейский цикл. Галерея А3, Москва
- 2002, ноябрь — Акварели. Еврейский культурный центр, Стокгольм
- 2001, декабрь — «Французское с нижегородским». Акварели. Галерея «Юнион», Москва
- 2000, декабрь — Акварели. Московский обл. художественный музей, Новый Иерусалим

## Работы находятся в собраниях
- Музей современного искусства (MMоMA), Москва
- Художественный музей Нового Иерусалима
- Частные собрания в России, Швейцарии, Швеции, Венгрии, Франции, Великобритании и др.

## Произведения

### Из серии акварельОбнаженные, 2000-е годы

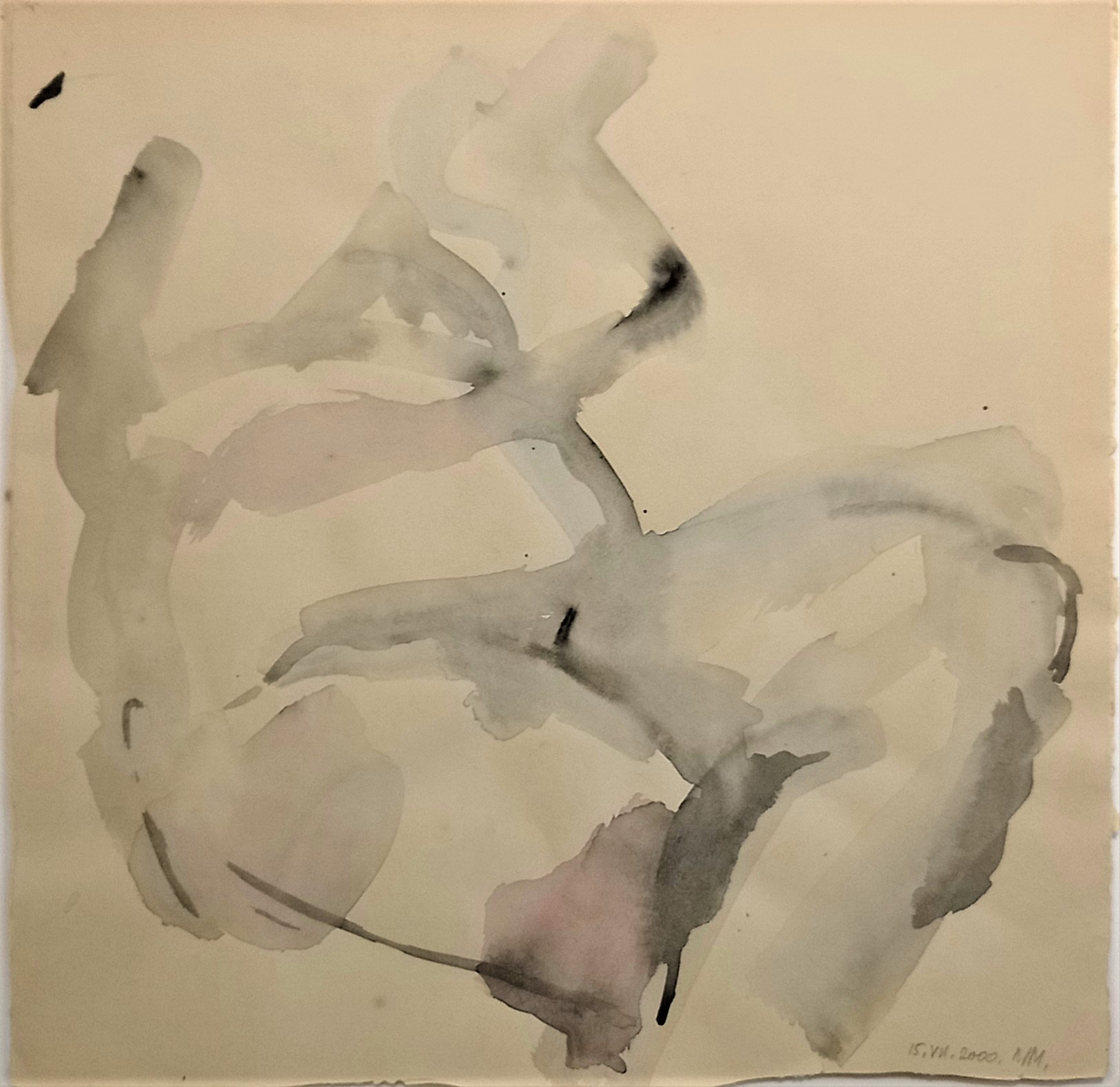
«Женский торс»

## Семья
- Ревзин Моисей Зельманович (1912–1965) – отец, военнослужащий
- Ревзина (Пинхусович) Бася Абрамовна (1915–1994) — мать, домохозяйка
- Борисенко Пая Моисеевна (1945–) — сестра, бывш. судостроитель
- Митурич Сергей Васильевич (1946–) — муж, художник, издатель
- Митурич Савва Сергеевич (1970–) — сын, дизайнер, издатель
- Митурич Анна Саввична (1999–) — внучка, интернет-маркетолог
- Митурич Василий Саввич (2002–) — внук, студент